# Včelnička
Včelnička település Csehországban, a Pelhřimovi járásban. Včelnička Těmice, Vlčetínec, Kamenice nad Lipou és Bohdalín településekkel határos. Lakosainak száma 249 fő (2024. január 1.).

## Népesség
A település lakosságának változását az alábbi diagram mutatja:
| Lakosok száma | 380  | 573  | 371  | 334  | 215  | 179  | 197  | 226  | 236  | 249  |
|               | 1869 | 1900 | 1921 | 1961 | 1980 | 2011 | 2016 | 2019 | 2021 | 2024 |